# Ophiuche evanalis
Ophiuche evanalis là một loài bướm đêm trong họ Erebidae.